# Falcón (Cojedes)
Pour les articles homonymes, voir Falcon.
Falcón est l'une des neuf municipalités de l'État de Cojedes au Venezuela. Son chef-lieu est Tinaquillo. En 2011, la population s'élève à 97 687 habitants.

## Géographie

### Subdivisions
La municipalité est constituée d'une seule paroisse civile avec à sa tête sa capitale (entre parenthèses) :
- Tinaquillo (Tinaquillo).